# Souris (Dakota del Nord)
Souris és una població dels Estats Units a l'estat de Dakota del Nord. Segons el cens del 2000 tenia 83 habitants.

## Demografia
Segons el cens del 2000, Souris tenia 83 habitants, 32 habitatges, i 20 famílies. La densitat de població era de 320,5 hab./km².
Dels 32 habitatges en un 40,6% hi vivien nens de menys de 18 anys, en un 59,4% hi vivien parelles casades, en un 3,1% dones solteres, i en un 34,4% no eren unitats familiars. En el 34,4% dels habitatges hi vivien persones soles el 18,8% de les quals corresponia a persones de 65 anys o més que vivien soles. El nombre mitjà de persones vivint en cada habitatge era de 2,59 i el nombre mitjà de persones que vivien en cada família era de 3,43.
Per edats la població es repartia de la següent manera: un 34,9% tenia menys de 18 anys, un 3,6% entre 18 i 24, un 21,7% entre 25 i 44, un 21,7% de 45 a 60 i un 18,1% 65 anys o més.
L'edat mediana era de 35 anys. Per cada 100 dones de 18 o més anys hi havia 107,7 homes.
La renda mediana per habitatge era de 21.250 $ i la renda mediana per família de 35.625 $. Els homes tenien una renda mediana de 22.500 $ mentre que les dones 17.917 $. La renda per capita de la població era de 9.387 $. Entorn del 18,8% de les famílies i el 16,2% de la població estaven per davall del llindar de pobresa.

## Poblacions més properes
El següent diagrama mostra les poblacions més properes.